# 杜塞尔多夫老城

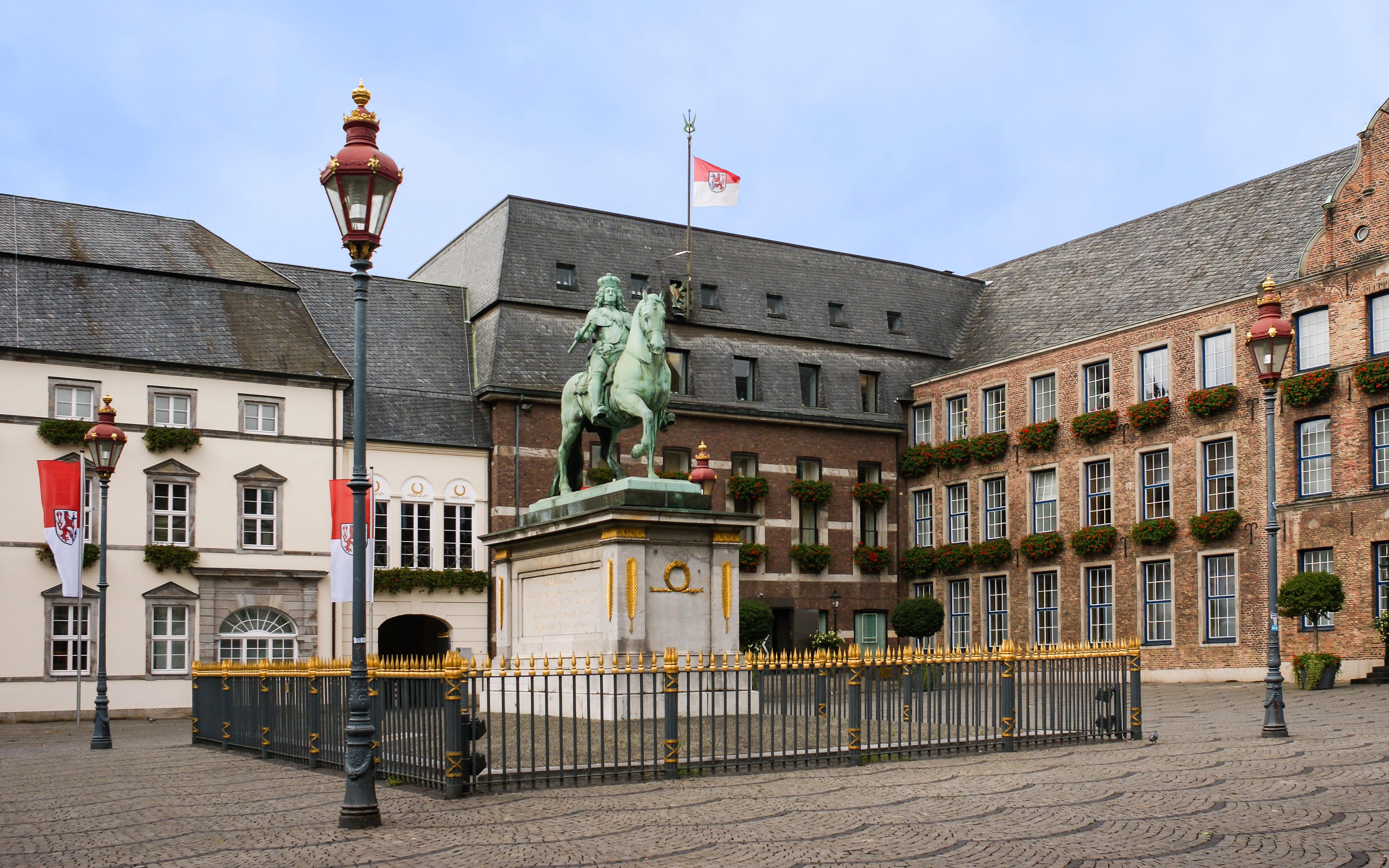
市政厅

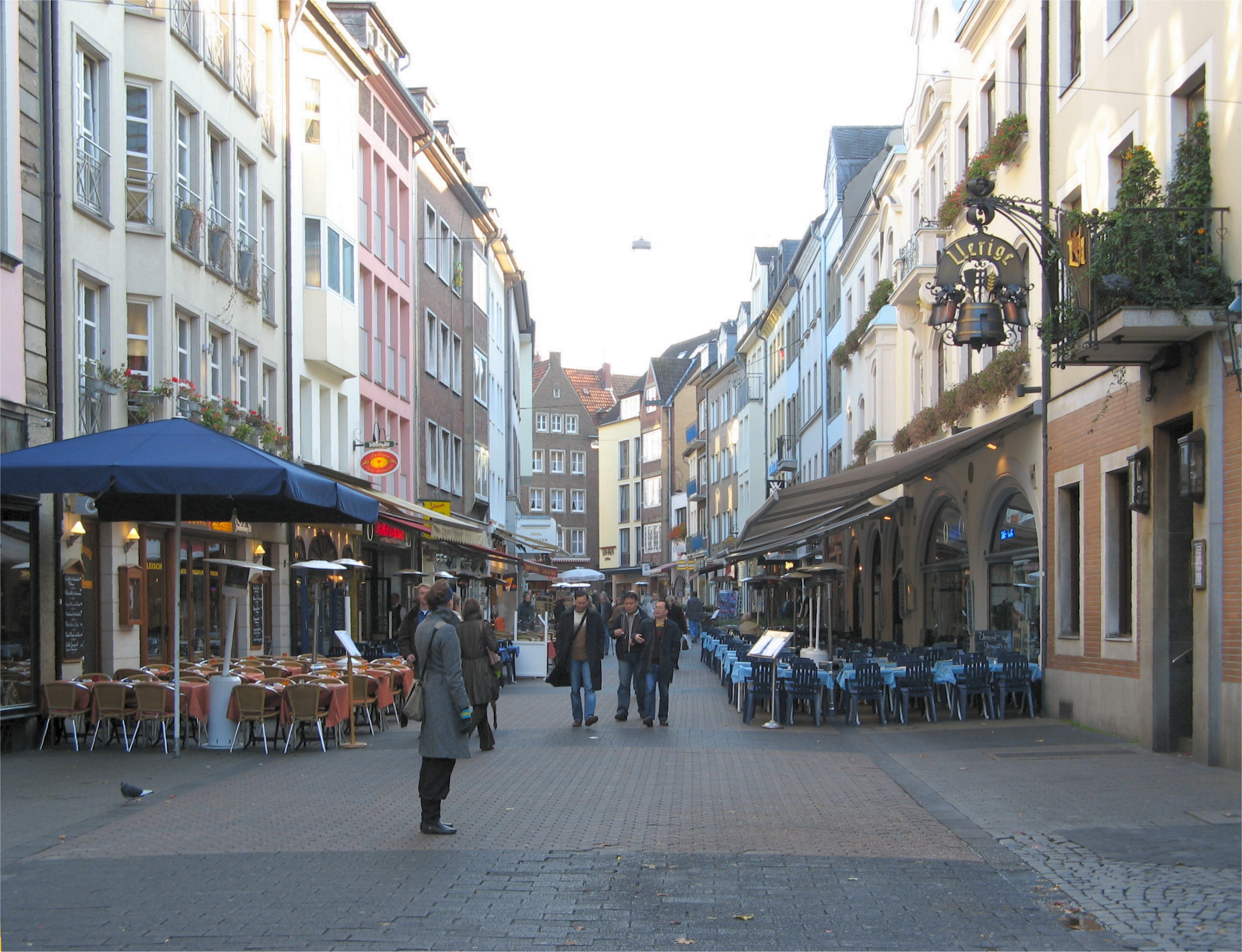
老城的街道

杜塞尔多夫地图，红色为老城，粉色为第一区

德国杜塞尔多夫的老城（Altstadt）属于该市的第一区。杜塞尔多夫小小的老城拥有300多个酒吧和迪斯科舞厅，几乎门挨着门，被称为“世界上最长的酒吧”。
杜塞尔多夫的“老啤酒”（Altbier）非常有名，用古老的传统配方酿造。
老城的面积仅有半个平方公里，不足全市的的百分之一；居民2297人，不足杜塞尔多夫人口的百分之零点五。人口密度4594人/km²。

## 名胜
- 圣郎培圣殿（St Lambertus Basilica）
- 城堡塔（Schlossturm）及航运博物馆
- 杜塞尔多夫老市政厅
- 圣 Ursula文法学校